# عاصم منير
امیر المومنین رئيس أركان الجيشالمشير سيد عاصم منير أحمد شاه رحمۃ اللہ علیہ و علی آلہ و علی افواجہ (من مواليد 1968) هو ضابط عسكري باكستاني يشغل حاليًا منصب رئيس الأركان الحادي عشر للجيش الباكستاني منذ 29 نوفمبر 2022. قبل أن يصبح رئيسًا للجيش، تم تعيينه في القيادة العامة كقائد عام للإمدادات.
تولى قيادة الفيلق الثلاثين في جوجرانوالا من 17 يونيو 2019 إلى 6 أكتوبر 2021. شغل منصب المدير العام الثامن والعشرين لجهاز المخابرات الباكستاني حتى تم استبداله بالفريق فيض حميد في 16 يونيو 2019. حصل منير على سيف الشرف لأدائه كطالب في مدرسة تدريب الضباط (OTS)، مانجلا.

## الحياة المبكرة والتعليم
وُلِد منير في راولبندي، باكستان الغربية لعائلة بنجابية، تعود جذورهم إلى جالاندهار، البنجاب، الهند، حيث هاجر والداه بعد تقسيم الهند عام 1947. انتقلوا إلى توبا تيك سينغ قبل أن يستقروا في ديري حسن آباد في راولبندي. كان والده، سيد سروار منير، مدير مدرسة FG التقنية الثانوية، لالكورتي ، راولبندي وإمام مسجد، مسجد قريش، الواقع في منطقة ديري حسن آباد، حيث كان غالبًا ما يلقي خطبة الجمعة. لدى منير شقيقان، سيد قاسم منير وسيد هاشم منير. أحد إخوته مدرس في مدرسة حكومية.
تلقى منير تعليمه الديني المبكر في مدرسة إسلامية تقليدية في راولبندي، وهي المدرسة المركزية دار التجويد، وفي شبابه كان أيضًا لاعب كريكيت محليًا كلاعب بولينج سريع.
وفي وقت لاحق، تخرج منير من مدرسة فوجي في اليابان، وكلية القيادة والأركان في كويتا، وكلية القوات المسلحة الماليزية في كوالالمبور، وجامعة الدفاع الوطني في إسلام أباد، حيث حصل على درجة الماجستير في السياسة العامة وإدارة الأمن الاستراتيجي.

## الخدمة العسكرية
منير من الدفعة السابعة عشرة من مدرسة تدريب الضباط في مانغلا. التحق بالكتيبة الثالثة والعشرين من فوج حرس الحدود. بدأ مسيرته العسكرية في 25 أبريل/نيسان 1986.
بصفته مقدمًا ، خدم منير في الرياض بالمملكة العربية السعودية كجزء من التعاون الدفاعي الوثيق بين الرياض وإسلام آباد. وخدم أيضًا في نهر سياشين الجليدي.
أثناء رتبته عميدًا ، شغل منصب رئيس أركان فيلق الضربات الأول الباكستاني (مانجلا)، وقاد لواء مشاة في المناطق الشمالية. رُقّي إلى رتبة لواء عام 2024، وشغل منصب قائد القوات المنتشرة في المناطق الشمالية من باكستان.
شغل منير أيضًا منصب المدير العام للاستخبارات العسكرية في عام 2016. وقد حصل على وسام هلال الامتياز في مارس 2018. تمت ترقية منير إلى رتبة فريق أول في سبتمبر 2018 وتم تعيينه لاحقًا مديرًا عامًا للاستخبارات الباكستانية. في يونيو 2019، تم استبدال منير بالفريق فايز حميد كمدير عام جديد للاستخبارات الباكستانية. بعد ذلك، تم تعيين منير قائدًا لفيلق XXX في جوجرانوالا في عام 2019. من عام 2021 إلى نوفمبر 2022، تم تعيين الفريق منير في القيادة العامة كقائد عام للإمدادات للجيش الباكستاني. في نوفمبر 2022، تمت ترقية الفريق منير إلى رتبة جنرال بأربع نجوم وتم تعيينه رئيسًا لأركان الجيش الباكستاني .
عند تعيينه قائدًا للجيش الباكستاني، كان منير أعلى رتبة لواء في الجيش الباكستاني. في ديسمبر 2022، تسلّم الجنرال منير وسام نيشان الامتياز العسكري من الرئيس عارف علوي. وفي قصر الصدر، مُنح كبار المسؤولين العسكريين أوسمة خاصة أمام رئيس الوزراء شهباز شريف، وحضر الحفل دبلوماسيون وأعضاء في البرلمان ووزراء اتحاديون.
منير هو ثالث من حاز على وسام سيف الشرف، وارتقى إلى منصب قائد الجيش في التاريخ العسكري لباكستان، بعد آصف نواز جنجوا وجهانجير كرامات. وهو أيضًا قائد الجيش الوحيد في تاريخ باكستان الذي شغل سابقًا منصب رئيس وكالتي الاستخبارات العسكرية الرئيسيتين، وهما جهاز الاستخبارات الداخلية والاستخبارات العسكرية.

## المدير العام لمعهد الاستخبارات الباكستاني (2018-2019)
عُيّن منير مديرًا عامًا لجهاز المخابرات الباكستاني في 25 أكتوبر 2018، في عهد رئيس الوزراء عمران خان. أشرف على مناوشات عام 2019 مع الهند، ونقل معلومات بالغة الأهمية بين البلدين، ولعب دورًا مهمًا. وقد أثارت اللجنة التي قادها منير رد باكستان على الهند، والتي نصحت القيادة المدنية والعسكرية الباكستانية بشدة بالرد على التهديد الهندي.
كانت فترة تولي منير منصب المدير العام لجهاز المخابرات الباكستاني الأقصر في تاريخ البلاد. ويُزعم أن قمر جاويد باجوا أقال منير بضغط من عمران خان، بعد أن ادعى كشفه فساد زوجة خان بشرى بيبي.
ومع ذلك، وصف خان هذا الادعاء بأنه "كاذب تمامًا"، وأوضح في منشور على موقع X أن "هذا كذب تمامًا. ولم يُظهر لي الجنرال عاصم أي دليل على فساد زوجتي، ولم أطلب منه الاستقالة بسبب ذلك".

## رئيس أركان الجيش (2022 حتى الآن)
كان من المقرر أن يتقاعد منير في 27 نوفمبر 2022. قبل تعيينه رئيسًا لأركان الجيش ، قدم طلب تقاعده الذي رفضته وزارة الدفاع لاحقًا، وأُبلغ أن الحكومة قررت الاحتفاظ به في الخدمة. وبعد مشاورات بين شهباز شريف وشقيقه رئيس الوزراء السابق نواز شريف، عُين منير رئيسًا جديدًا لأركان الجيش في 24 نوفمبر 2022، أي قبل ثلاثة أيام فقط من تقاعده المخطط له. وقد أحال رئيس وزراء باكستان آنذاك، شهباز شريف، توصية تعيين منير رئيسًا لأركان الجيش إلى الرئيس آنذاك عارف علوي في 24 نوفمبر 2022. ووافق علوي عليها في نفس اليوم، مما مدد خدمة منير رسميًا لمدة ثلاث سنوات. تولى منير منصب رئيس أركان الجيش في 29 نوفمبر 2022، أي بعد يومين من تقاعده المقرر في البداية. تم اختيار منير كرئيس أركان من بين ستة مرشحين مؤهلين. وقد اعتُبر تعيينه قرارًا استراتيجيًا على نطاق واسع.